# Microsoft Surface Studio
La Surface Studio est un PC tout-en-un, conçu et produit par Microsoft dans le cadre de sa famille Surface fonctionnant sous Windows. Il a été annoncé lors de l'événement « Windows 10 Devices » du 26 octobre 2016 avec des précommandes débutant le même jour,.
Il s'agit du premier ordinateur de bureau entièrement fabriqué par Microsoft, la Surface Studio utilise le système d'exploitation Windows 10 avec Anniversary Update préinstallée. Cependant, il est optimisé pour Windows 10 Creators Update, qui a été publiée le 11 avril 2017. Le produit, en commençant à 3 549 €, s'adresse principalement à des personnes dans des professions créatives telles que les graphistes et designers.

## Caractéristiques

### Matériel
La Surface Studio possède un affichage « PixelSense » 4,5 K de 28 pouces (71,12 cm) avec 4500 par 3000 pixels, soit l'équivalent de 192 PPP. L'écran, le plus mince jamais, permet au PC de faire 12,5 millimètres d'épaisseur qui est capable d'utiliser l'espace de couleur DCI-P3 et sRGB, et dispose d'une charnière unique de par sa conception qui permet à l'écran d'être incliné à plat, d'une manière similaire au Wacom Cintiq. L'écran détient une caméra infrarouge rétro-éclairée de 5.0 mégapixels, permettant d'utiliser Windows Hello (technologie de reconnaissance facile de Microsoft pour ouvrir sa session sans mot de passe).
Le processeur se trouve dans la base. Son design compact contient un Intel Core i7 de 6e génération (nom de code « Skylake »), ainsi qu'une carte graphique NVIDIA GTX 965M ou GTX 980M (cela dépend de la configuration choisie). Le système peut être configuré avec un maximum de 32 Go de RAM en DDR4 et un disque dur de 2 To. Il dispose également de quatre ports USB 3.0, un port Mini DisplayPort un lecteur de carte SDXC et d'une prise mini-jack.
Contrairement à de nombreux ordinateurs de bureau, la Surface Studio prend en charge Instant Go, permettant tâches en arrière-plan de continuer à tourner alors que l'ordinateur est en veille. Une mise à jour logicielle sortie en avril 2017 permet d'activer Cortana, même lorsque l'ordinateur est en veille.
| Options de configuration pour la Surface Studio | Options de configuration pour la Surface Studio | Options de configuration pour la Surface Studio | Options de configuration pour la Surface Studio | Options de configuration pour la Surface Studio |
| Prix                                            | Processeur                                      | GPU intégré                                     | RAM                                             | Stockage interne                                |
| ----------------------------------------------- | ----------------------------------------------- | ----------------------------------------------- | ----------------------------------------------- | ----------------------------------------------- |
| 3 549 €                                         | Intel Core i5-6440HQ (de 2,6 à 3,5 GHz)         | GTX 965M                                        | 8 Go                                            | 1 To (avec SSD de 64 Go)                        |
| 4 149 €                                         | Intel Core i7-6820HQ (2,7 à 3,6 GHz)            | GTX 965M                                        | 16 Go                                           | 1 To (avec SSD de 128 Go)                       |
| 4 999 €                                         | Intel Core i7-6820HQ (2,7 à 3,6 GHz)            | GTX 980M                                        | 32 Go                                           | 2 To (avec un SSD de 28 Go)                     |

### Accessoires
Microsoft a spécialement conçu sa Surface Mouse et le Surface Keyboard pour fonctionner avec la Surface Studio. Il est également compatible avec le Stylet Surface et avec le récent accessoire, le Surface Dial. Ce dernier se compose d'un disque rond qui peut être placé sur l'écran et la tourner pour effectuer diverses actions, telles que le défilement, le zoom, le réglage du volume avec une grande précision. Les développeurs peuvent utiliser les API de Microsoft pour intégrer les fonctionnalités du Surface Dial dans leurs propres applications.

## Accueil
La Surface Studio a généralement reçue des critiques positives sur les différents tests. Beaucoup, ont salué la taille et la définition de l'écran, ainsi que la qualité et la conception de la machine. Les critiquent portaient essentiellement dans le fait que toute la connectique soit à l'arrière, ainsi que le prix élevé de la machine,.